# 信貸評級機構
信貸評級機構（英語：credit rating agency，CRA），是提供信貸評級服務的國際性獨立機構，該公司通過及時償還本金和利息以及債務違約的可能性來評估債務人的償還能力。評級機構可以對債務發行人、債務工具以及在某些情況下對基礎債務的服務人的信譽進行評估，但不適用於個人消費者。
評級機構評估的債務工具包括政府債券、公司債券、定期存款單、市政債券、優先股和抵押證券（例如按揭抵押證券及抵押債務）等。
債務人或證券發行人可以是公司，特定目的實體，州或地方政府，非牟利組織或主權國家。 信貸評級促進了二級市場上證券的交易，因為評級會影響證券支付的利率，較高的評級只需付出較低的利率。個人消費者不是通過信用評級機構而是通過發布信用評級的信貸機構（也稱為消費者報告機構或信用諮詢機構）來評估其信譽度。
證券信貸評級的價值曾受到廣泛質疑。在2007-08年的金融海嘯中，被給予機構最高評級的數千億證券被降級為垃圾級。2010-12年歐洲主權債務危機期間評級下調竟被歐盟官員指責為加速了危機。
信用評級是一個寡頭壟斷的行業，「三大信貸評級機構」控制著全球市場約95%的評級業務。其中穆迪和標準普爾的市佔率合計高達80%，而惠譽約控制了15%。